# Schloss Schwarzenberg (Scheinfeld)
Das Schloss Schwarzenberg ist ein Schloss bei Scheinfeld im Landkreis Neustadt an der Aisch-Bad Windsheim im Bezirk Mittelfranken. Es gehört zum Scheinfelder Gemeindeteil Schwarzenberg.
Bei dem Schloss handelt es sich um den namensgebenden Stammsitz der späteren Fürsten von Schwarzenberg.
Der bauliche Ursprung des Schlosses war eine mittelalterliche Burganlage, die nach einem Brand in ein repräsentatives Schloss im Renaissancestil umgebaut wurde. Der Ursprung des Schlosses als Burg ist noch gut zu erkennen: Wehrhafte Wälle, Kasematten und Wehrtürme zeugen davon. Der Schlossbau bildet mit seiner renaissancezeitlichen Architektur einen deutlichen Kontrast zu den Resten der Burganlage.

## Etymologie
Gesichert ist, dass sich der Name Schwarzenberg auf den Berg selbst bezieht. Ältere Annahmen, dass sich das Wort schwarz auf die Geologie des Berges beziehen könnte, sind wohl nicht zutreffend, da der Mergel des Gipskeupers in seiner dunkelsten Färbung nur blaugrau ist. Zudem steht das Gestein am Berg nirgends sichtbar an. Vielmehr scheint die Benennung die geographische Lage des Berges zu beschreiben. Der Sporn befindet sich auf einer Bergstufe zurückversetzt zwischen den jeweils leicht höheren Altenberg und Neueberg. Im Zusammenspiel mit der Bewaldung erweckt der Berg so einen dunklen Eindruck beim Betrachter aus der Blickrichtung von Scheinfeld.

## Die mittelalterliche Burganlage

### Historischer Abriss
Schon 1150 wurde eine Burg urkundlich genannt, die sich im Besitz der Grafen zu Castell befand. Die Identifikation der genannten Anlage mit Schwarzenberg ist nicht unumstritten. Es könnte sich auch um die Burg Schwarzenburg bei Waldmünchen handeln.
Zwischen 1227 und 1250 nannte sich der Ortsadel von Scheinfeld nach der Burg. In Urkunden werden ein Gottfried, ein Gerhard und ein Konrad von Schwarzenberg genannt. Zwischen der Erwähnung des Konrad von Schwarzenberg und 1258 ging die Burg auf unbekanntem Wege an die Grafen von Castell über. In diesem Jahr wurde erstmals explizit ein „castrum“ in einer Erbteilungsurkunde von Hermann I. und Heinrich II. von Castell genannt, in der es um die Burg Schwarzenberg, den Ort Scheinfeld und die umliegenden Wälder geht. In der Folge sind Casteller Ministeriale auf der Burg überliefert. Ein Turm wurde im Jahr 1274 genannt.
Um 1330 veräußerten die Grafen Castell die Burg Schwarzenberg an die Grafen von Hohenlohe. Diese hielten die Burg für etwa ein halbes Jahrhundert, bevor Götz von Hohenlohe 1385 für 4000 Gulden die Burg Schwarzenberg mit allen dazugehörigen Rechten an die Brüder Albrecht den Jüngern und Albrecht den Älteren von Vestenberg verkaufte.
In den Jahren 1405 bis 1421 erwarb Erkinger von Seinsheim in mehreren Etappen die Burg Schwarzenberg von allen Mitbesitzeren aus der Familie Vestenberg. Im Zeitraum bis zum vollständigen Erwerb durch Erkinger von Seinsheim wurde Schwarzenberg als Ganerbenburg bewohnt. Um Konflikten zwischen den einzelnen Burgherren vorzubeugen, wurde am 30. September 1405 ein Burgfrieden mit ihnen geschlossen.
1428 trug Erkinger von Seinsheim seinen Gesamtbesitz dem Reich zum Lehen auf. 1429 wurden er und seine Familie in den Reichsfreiherrenstand erhoben. Erkinger und seine Nachfahren nannten sich fortan Freiherren von Schwarzenberg.
Die Herren von Schwarzenberg waren in den folgenden Jahrzehnten an mehreren Fehden mit den umliegenden Herrschaften insbesondere der Burggrafschaft Nürnberg und dem Hochstift Würzburg beteiligt. Dabei wurde die Burg Schwarzenberg unter Sigmund von Schwarzenberg 1469 mit sechs Steinbüchsen, 80 Hakenbüchsen und 14 Handbüchsen bewaffnet. Aus einem Urbar von 1506 geht hervor, dass zu diesem Zeitpunkt 30 Ortschaften zur Herrschaft Schwarzenberg gehörten. 1511 wurde die Lehnsherrschaft über Schwarzenberg als Reichsafterlehen an die Markgrafen von Brandenburg übertragen.
In den Jahren 1518 bis 1525 ließ Johann von Schwarzenberg die Wehranlagen der Burg modernisieren um den neuen Anforderungen gegen Feuerwaffen standhalten zu können. Während der Bauernkriege führte der Sohn Johanns, Friedrich von Schwarzenberg die Verteidigung der Burg. Dafür ließ er ein Geschütz von der ebenfalls schwarzenbergerischen Burg Hohenlandsberg nach Schwarzenberg verlegen, die Burg aufmunitionieren und Landsknechte stationieren. Zur Verteidigung der Burg befand sich zudem noch Florian von Seckendorff mit seinem Gefolge auf der Burg, welche von den Bauern zwar belagert und beschossen wurde, von den Verteidigern jedoch gehalten werden konnte.
1607 wurde die mittelalterliche Burg zu großen Teilen durch ein Feuer zerstört. Dabei wurden insbesondere der Südostteil und die Nordwestfront schwer beschädigt.

### Beschreibung der mittelalterlichen Anlage
Von der mittelalterlichen Burganlage gab es eine Abbildung auf einem nicht mehr erhaltenen Epitaph. Allerdings ist eine Fotografie dieser Abbildung bekannt. Diese lässt zusammen mit Archivalien und bauforscherischen Erkenntnissen im heutigen Schloss Rückschlüsse auf die Burganlage im Bauzustand vor dem Brand 1607 zu.
Der Kernbereich der Burg Schwarzenberg wurde durch drei viereckige Türme abgesteckt. Einer im Westen, der Bergfried der Burganlage, war Vorgängerbau des heutigen Schwarzen Turms. Er überstand den Brand und wurde erst nach 1670 ersetzt. Nordöstlich des Bergfrieds befand sich ein weiterer Viereckturm, der mit einem überkragenden Stockwerk ausgestattet war. Südlich dieses Turmes und südöstlich des Bergfriedes befand sich der dritte Turm, der zur besseren Verteidigungsfähigkeit mit Schwalbennestern versehen war. Die beiden östlichen Türme bildeten eine Verteidigungslinie zum Halsgraben zwischen Haupt und Vorburg. Am Rand des durch die Türme gebildeten Dreiecks gruppierten sich Palas und mehrere Kemenaten. Diese voneinander abgetrennten Wohngebäude stammten wohl noch aus der Zeit der Nutzung durch mehrere Familien als Ganerbenburg.
Umschlossen war diese Kernburg von einem zweiten Mauerring, von dem noch deutliche Reste erhalten sind. So stammen alle Rundtürme der heutigen Anlage aus diesem äußeren Bering. Im Osten war zwischen den beiden Vierecktürmen der Kernburg und dem Halsgraben eine 5 Meter dicke Schildmauer, die die Kernburg vor Beschuss schützen sollte. Am südlichen Ende der Schildmauer befand sich das Torhaus.
Östlich an die Hauptburg schloss sich der doppelt ausgeführte Halsgraben mit einem Wall in der Mitte an. Südlich war dieser Graben durch ein Rondell gesichert. Darauf folgte die Vorburg, die in Größe und Ausdehnung ungefähr dem heutigen Baubestand entsprach. Die Vorburg war viereckig angelegt und mit Ökonomiegebäuden umschlossen. Im direkten Umkreis der Burg Schwarzenberg befanden sich drei Seen, der Wolfsee, der Küchensee und der nicht mehr existierende Igelsee. Diese erlaubten es, im Verteidigungsfall innerhalb von kurzer Zeit die Schluchten nördlich und südlich der Burg sowie das südwestliche Vorfeld in Richtung Scheinfeld unter Wasser zu setzen.
Einen Rekonstruktionsversuch der mittelalterlichen Burganlage publizierte Hans König 1965 in der Zeitschrift Burgen und Schlösser des Deutschen Burgeninstituts.

Die Reste der mittelalterlichen Burganlage auf Schloss Schwarzenberg
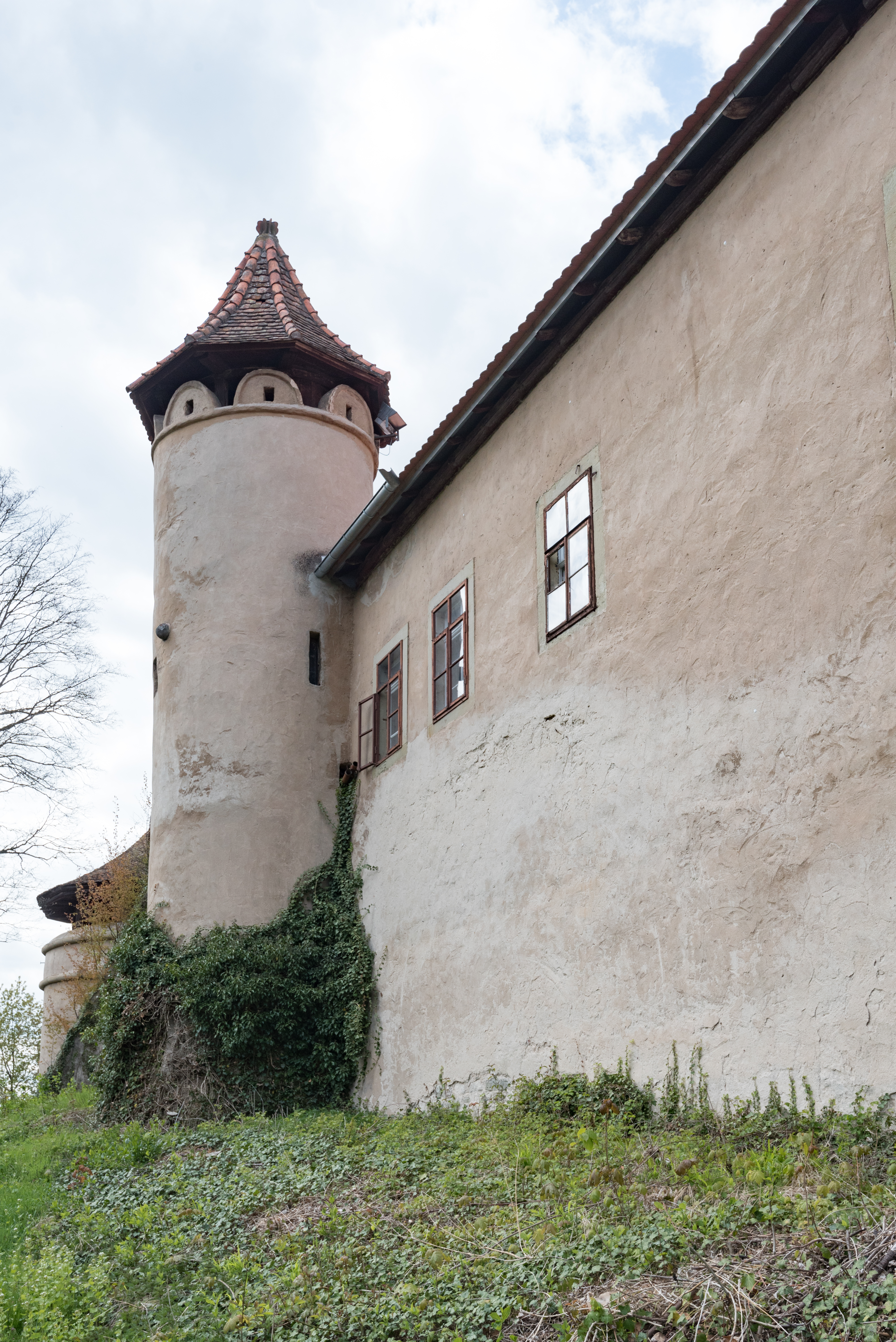
Bauernturm
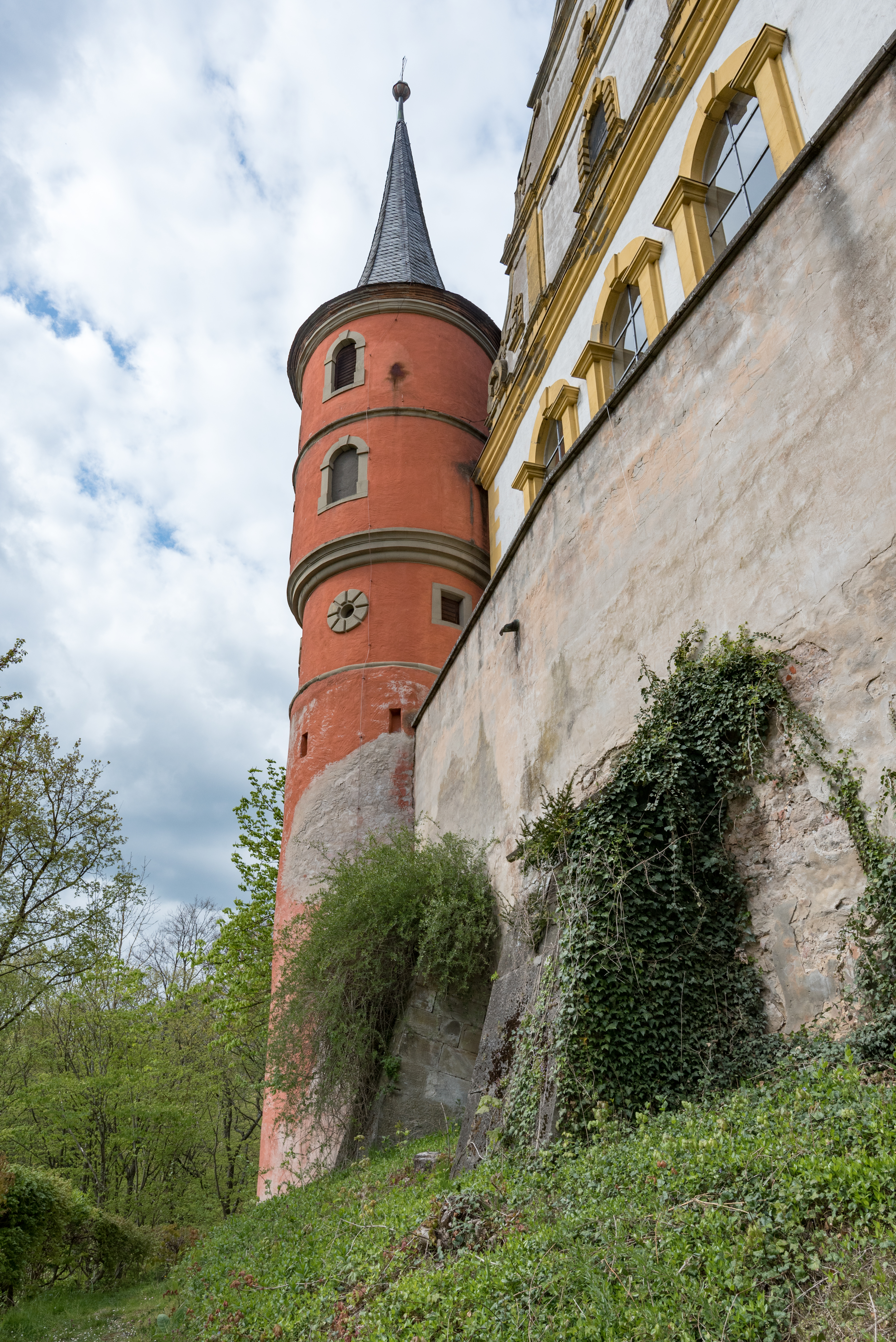
Hungerturm
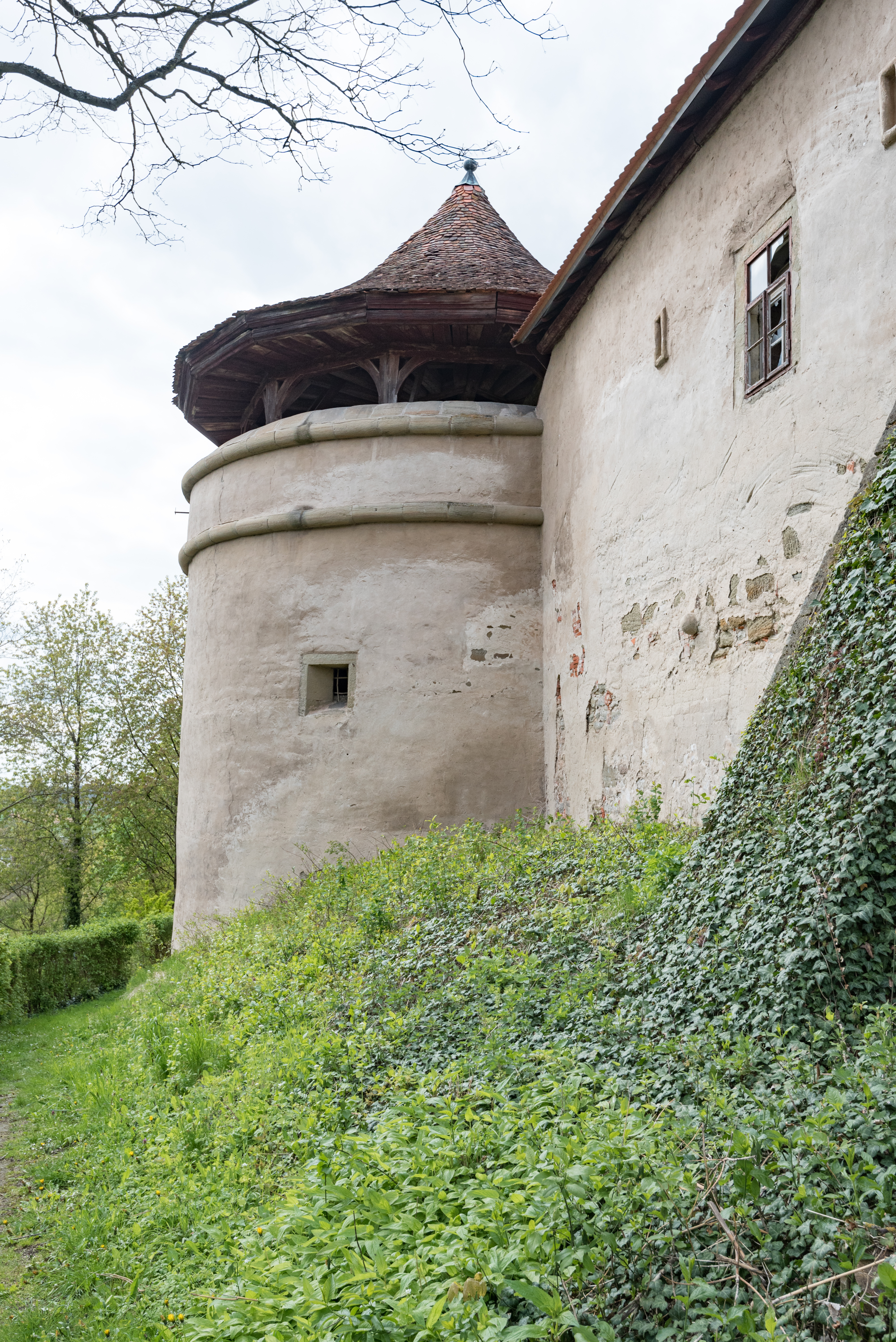
Stückturm
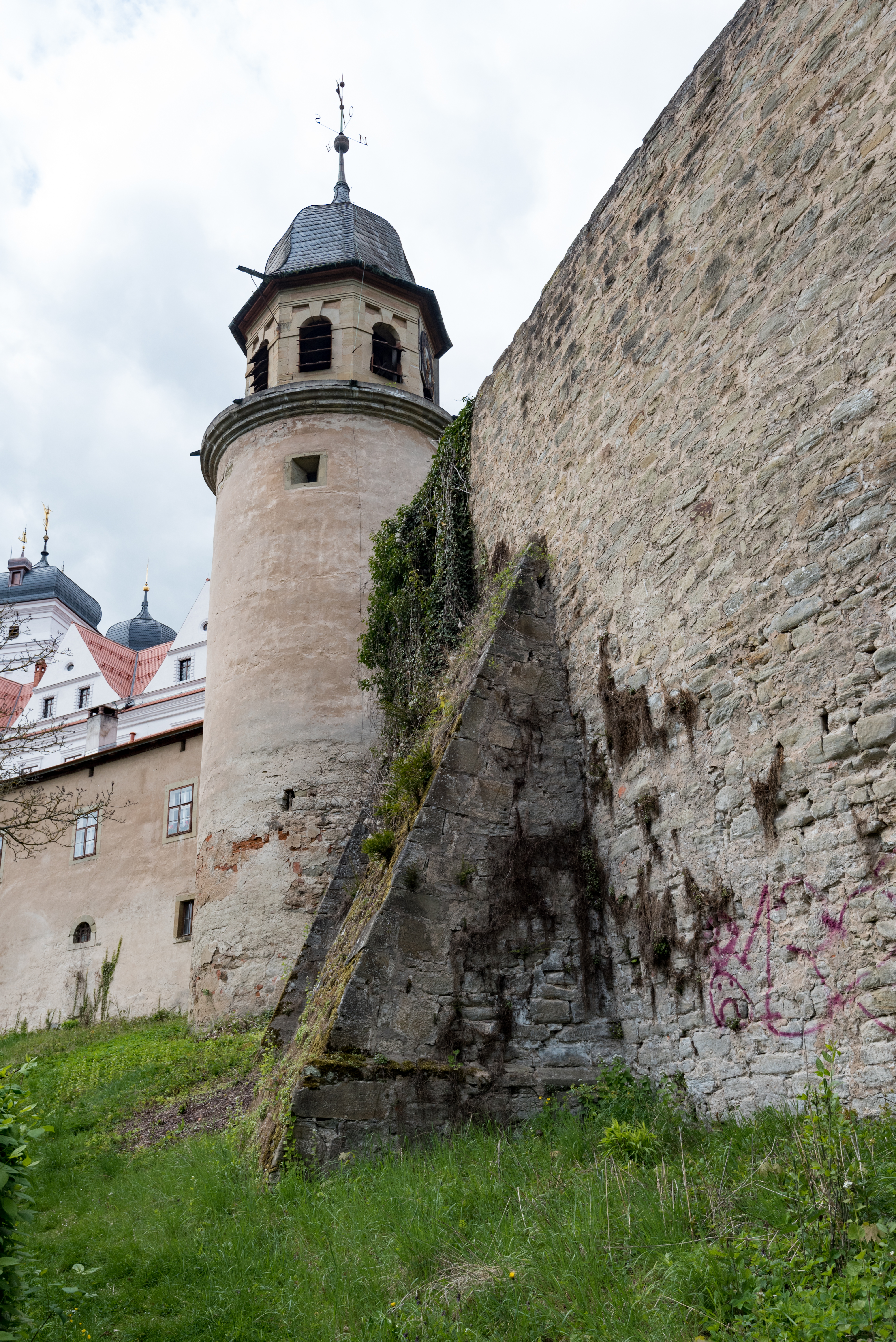
Uhrturm
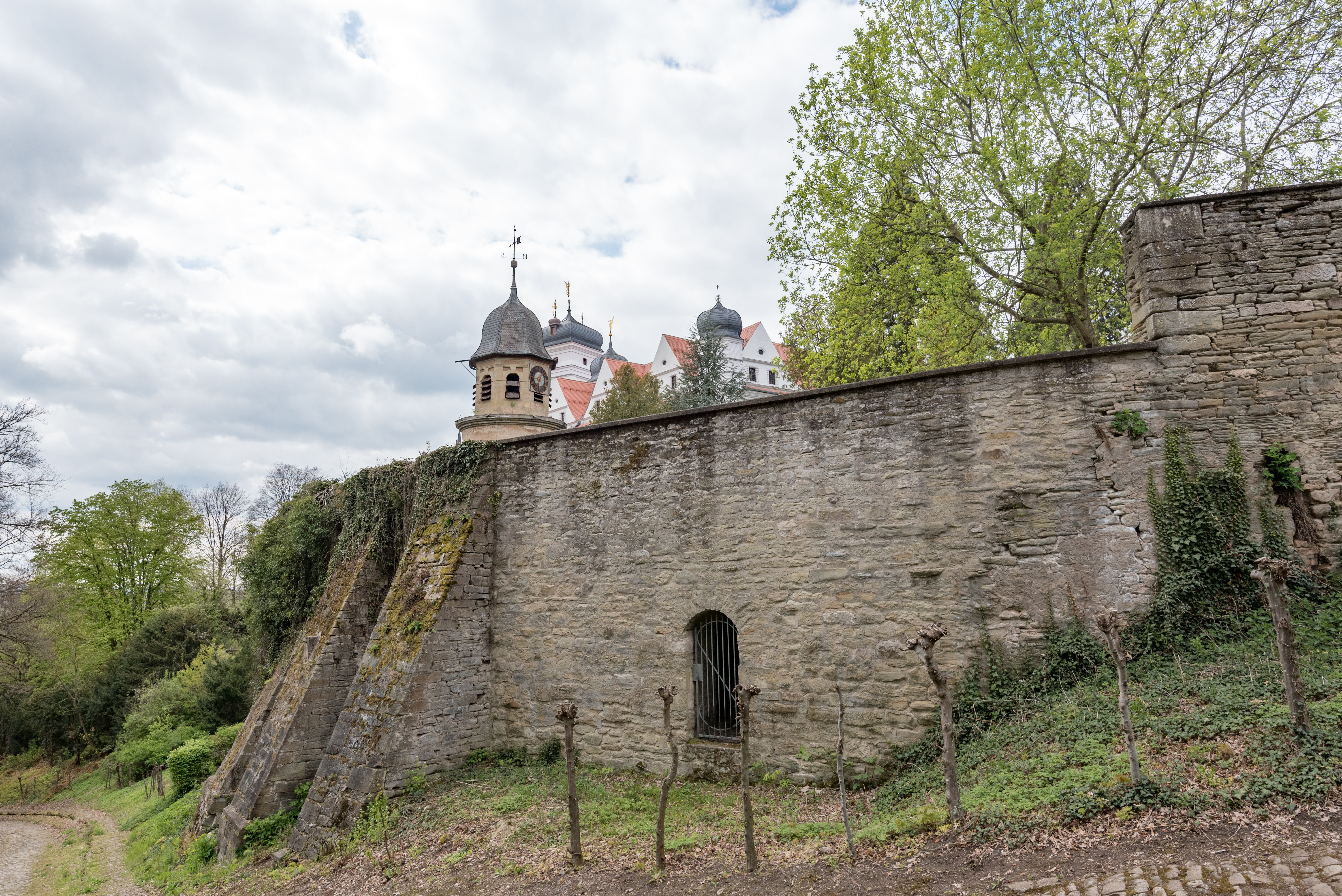
Rondell
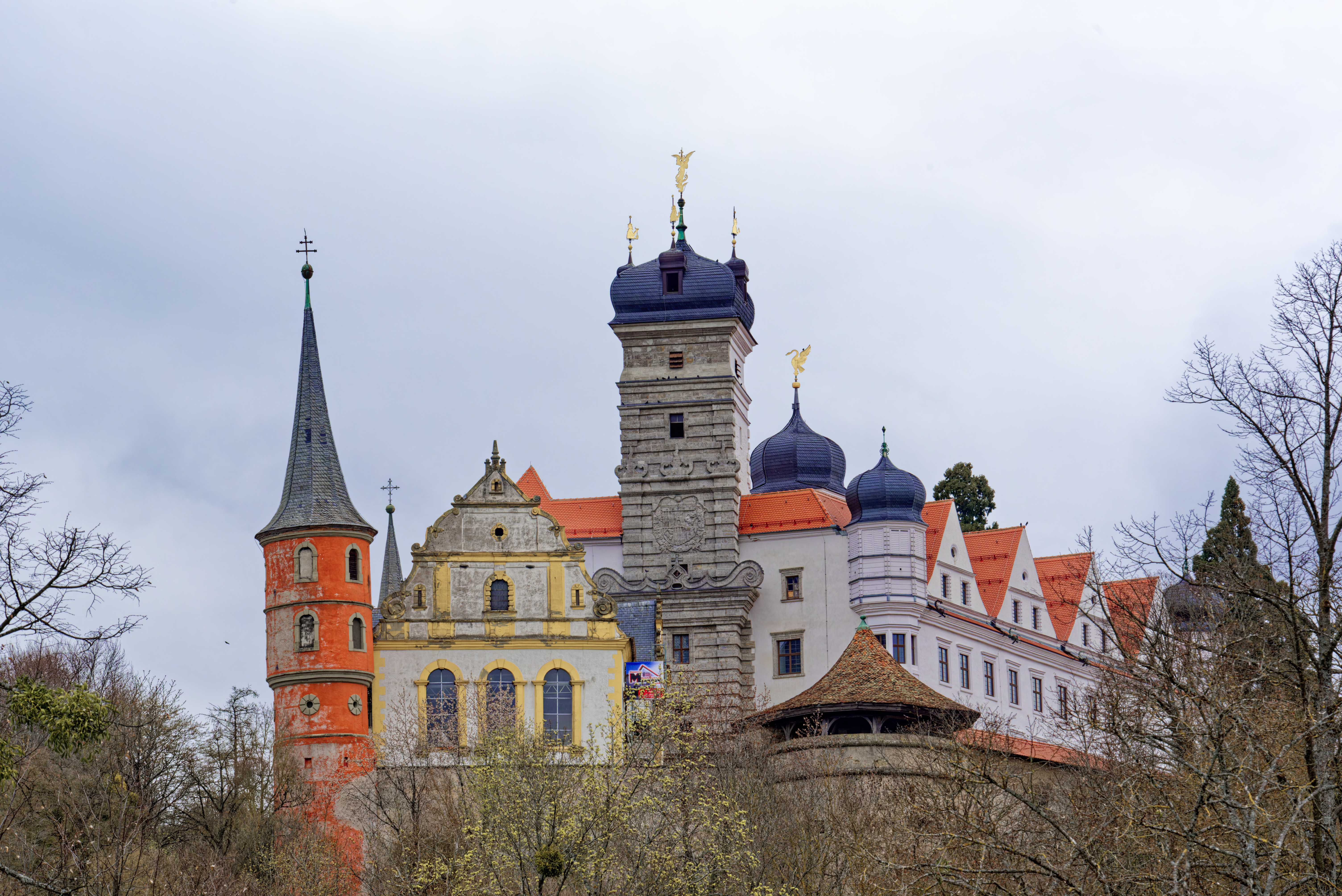
Der Schwarze Turm ist der Nachfolgebau des Bergfriedes an gleicher Stelle
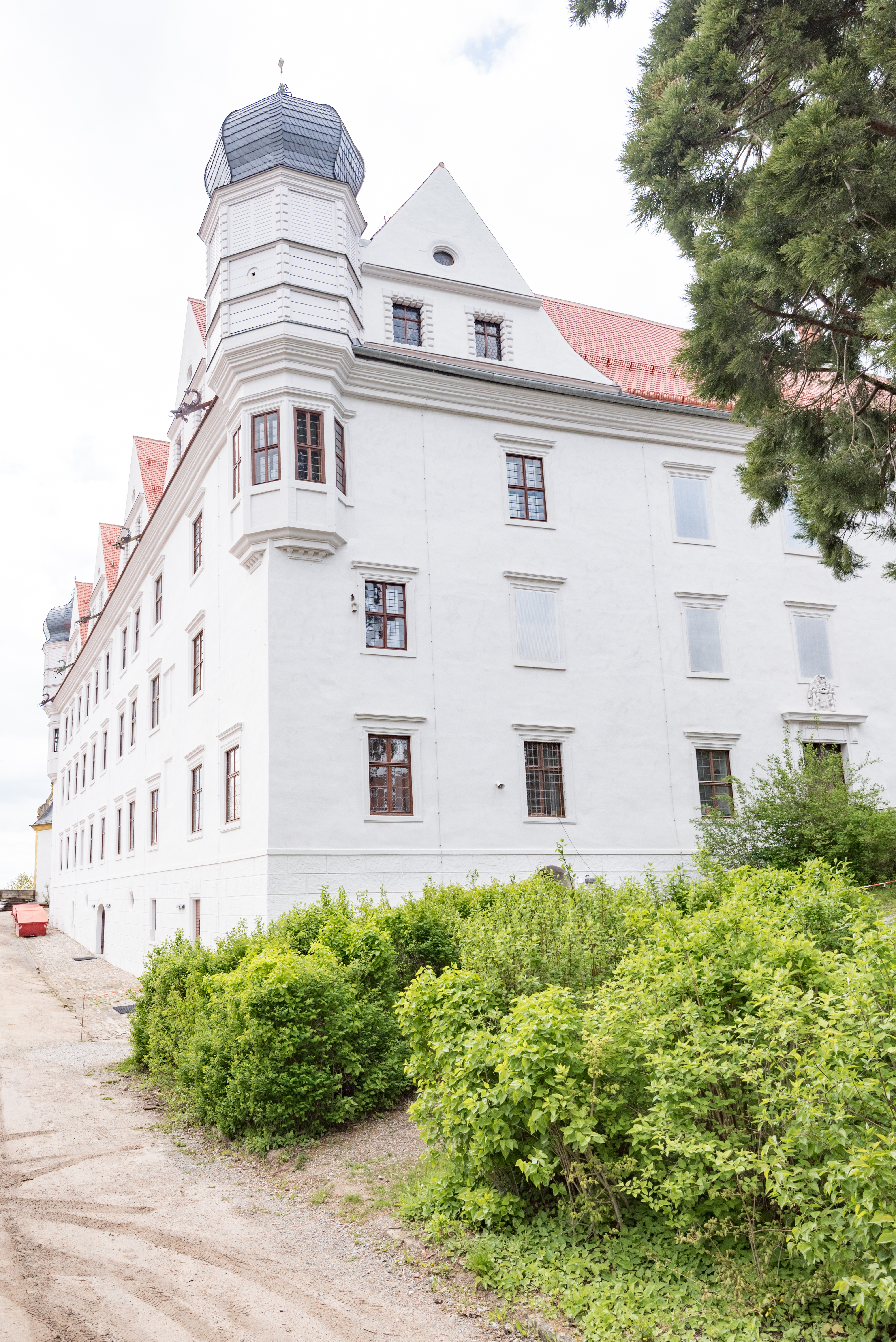
Südostecke des heutigen Hochschlosses. In diesem Bereich befand sich die Schildmauer, dahinter der Südostturm.

## Das renaissancezeitliche Schloss

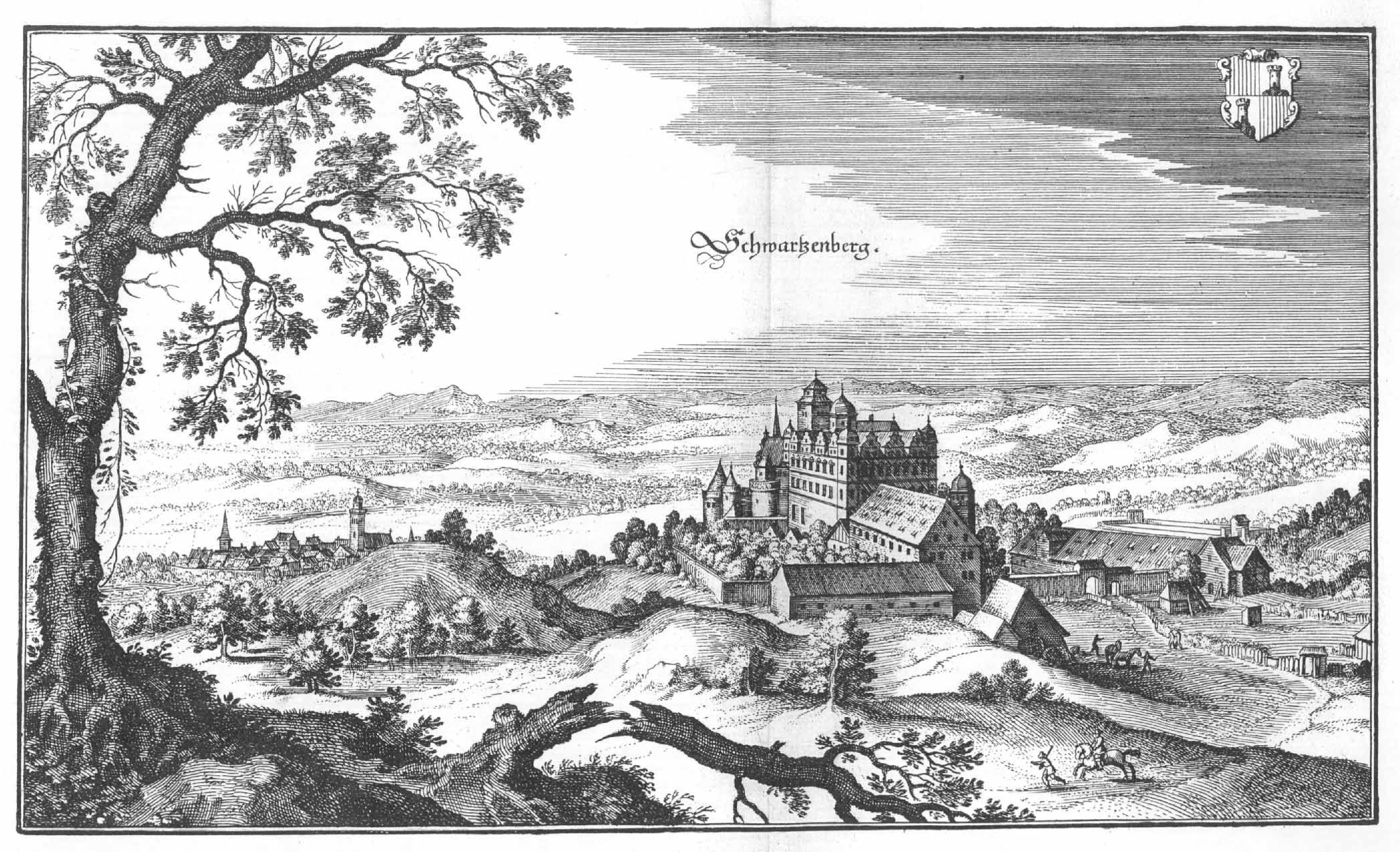
Schloss Schwarzenberg um 1656 von Südosten bei Matthäus Merian. Hier noch vor dem Bau des Schwarzen Turms mit dem Bergfried der mittelalterlichen Burg. Im Hintergrund Scheinfeld.

Das heutige Hauptschloss wurde als Ersatz für die abgebrannte Burganlage unter Graf Wolfgang Jacob von Schwarzenberg errichtet.
Der Augsburger Stadtbaumeister Elias Holl war schon kurz nach dem Brand 1607 für 14 Tage auf Einladung des Grafen in Schwarzenberg und erstellte dabei Pläne für den Schlossneubau. Inwieweit Holls Pläne in Schwarzenberg tatsächlich verwirklicht sind, lässt sich schwer sagen, da diese nicht erhalten sind. Vielmehr lag die tatsächliche Ausführung bei den Nürnberger Baumeistern Jakob Wolff Vater und Sohn, die 1608 mehrmals in Schwarzenberg verweilten. Schloss Schwarzenberg ist in seiner Ausführung wahrscheinlich als gemeinsame Schöpfung Holls und der beiden Wollfs zu sehen.
Im Dreißigjährigen Krieg wurde Schloss Schwarzenberg ebenso wie Scheinfeld und Oberscheinfeld ab Herbst 1631 von schwedischen Kleinverbänden geplündert. 1646 fiel der Adelssitz nach dem Tod des Grafen Georg Ludwig von Schwarzenberg zu Hohenlandsberg wieder an die so genannte niederländische (die später fürstliche) Linie des Hauses Schwarzenberg. Nach dem Dreißigjährigen Krieg wurde die Innenausstattung des Schlosses erneuert.
Von 1670 bis 1674 wurde aus Anlass der Erhebung des Hauses Schwarzenberg in den Reichsfürstenstand als letzter Bauteil der Schwarze Turm auf den Fundamenten des mittelalterlichen Bergfriedes erbaut. Er ist der höchste Gebäudeteil des Schlosses.

## Das Schloss seit 1806
Im 17. Jahrhundert verlagerten die Schwarzenberger den Schwerpunkt ihrer Herrschaft nach Wien und Böhmen, das Schloss blieb jedoch bis 1806 Sitz der Regierung und Verwaltung der reichsunmittelbaren gefürsteten Grafschaft Schwarzenberg. 1806 wurde die Grafschaft Schwarzenberg Teil des Königreichs Bayern. Das königlich bayerische Herrschaftsgericht Schwarzenberg in Scheinfeld bestand von 1814 bis 1848. Es war anschließend bis 1852 königlich bayerische Gerichts- und Polizeibehörde, dann Landgericht.
Unter Fürst Adolph Joseph (1832–1914) wurde das Schloss von 1900 bis 1902 nach Plänen von Jan Sedláček umfassend saniert.
Auf dem Schloss befand sich die Schwarzenbergische Brauerei, deren Betreiber Wilhelm Holzwarth (* 1875) 1928 in Uffenheim das Uffenheimer Tageblatt gründete.
Die Nationalsozialisten beschlagnahmten 1940 das Schloss und richteten dort eine Gauschulungsburg ein. Gegen Ende des Zweiten Weltkriegs wurden deutsche Flüchtlinge einquartiert.
Bei ihrem Vorstoß nach Nürnberg besetzte die US-Armee 1945 das Schloss und nutzte es als Lazarett. Ca. 1000 Flüchtlingen aus dem Baltikum bot es bis 1949 als Behelfsquartier der UNO vorübergehend eine Unterkunft.
Im Schloss befand sich 1986–2000 das Dokumentationszentrum zur Förderung der unabhängigen tschechoslowakischen Literatur. Für diesen Zweck ließ Karl zu Schwarzenberg Räume im Schloss einrichten. Im Schloss entstand auch ein kleiner Verlag zum Drucken von Untergrundliteratur.
Seit 2015 wurde Schloss Schwarzenberg renoviert.

## Heutige Nutzung
Karl zu Schwarzenberg, der von 2007 bis 2009 und von 2010 bis 2013 Außenminister Tschechiens und Oberhaupt des Adelshauses war, bewohnte zeitweise das Schloss. Im Schloss betrieb die Mathilde-Zimmer-Stiftung früher ein privates Mädchen-Gymnasium und führt heute eine private Real- und Fachoberschule, deren Schüler teilweise außerhalb der Schlossmauern in einem Internat untergebracht sind. Es werden Führungen durch das Schloss angeboten.

## Wanderwege
Am Schloss vorbei verläuft der Steigerwälder Jakobsweg. Weitere Fernwanderwege sind die Magnificat-Route des Fränkischen Marienwegs, der Kunigundenweg und der Weg Roter Flieger.